# Nuoto ai Giochi della XVIII Olimpiade - Staffetta 4x100 metri misti maschile
La competizione della staffetta 4x100 metri misti maschili di nuoto ai Giochi della XVIII Olimpiade si è svolta nei giorni 15 e 16 ottobre 1964 allo Yoyogi National Gymnasium di Tokyo.

## Programma
| Data            | Round      | Note                           |
| --------------- | ---------- | ------------------------------ |
| 15 ottobre 1964 | 2 Batterie | I migliori 8 tempi alla finale |
| 16 ottobre 1964 | Finale     |                                |

## Risultati

### Batterie
| Pos. | Nazione          | Atleti                  | Tempo Indiv | Tempo  | Posizione |
| ---- | ---------------- | ----------------------- | ----------- | ------ | --------- |
| 1    | Germania         | Ernst-Joachim Küppers   | 1'02"1      | 4'06"6 | 2         |
| 1    | Germania         | Egon Henninger          | 1'07"1      | 4'06"6 | 2         |
| 1    | Germania         | Horst-Günter Gregor     | 1'00"7      | 4'06"6 | 2         |
| 1    | Germania         | Hans-Joachim Klein      | 56"7        | 4'06"6 | 2         |
| 2    | Giappone         | Shigeo Fukushima        | 1'03"2      | 4'07"3 | 3         |
| 2    | Giappone         | Kenji Ishikawa          | 1'10"1      | 4'07"3 | 3         |
| 2    | Giappone         | Isao Nakajima           | 58"9        | 4'07"3 | 3         |
| 2    | Giappone         | Yukiaki Okabe           | 55"1        | 4'07"3 | 3         |
| 3    | Unione Sovietica | Viktor Mazanov          | 1'02"7      | 4'07"6 | 4         |
| 3    | Unione Sovietica | Aleksandr T'ut'ak'aevi  | 1'09"3      | 4'07"6 | 4         |
| 3    | Unione Sovietica | Valentin Kuzmin         | 59"8        | 4'07"6 | 4         |
| 3    | Unione Sovietica | Viktor Semchenkov       | 55"8        | 4'07"6 | 4         |
| 4    | Gran Bretagna    | Geoff Thwaites          | 1'04"6      | 4'12"3 | 8         |
| 4    | Gran Bretagna    | Neil Nicholson          | 1'12"2      | 4'12"3 | 8         |
| 4    | Gran Bretagna    | Brian Jenkins           | 1'01"8      | 4'12"3 | 8         |
| 4    | Gran Bretagna    | Robert McGregor         | 53"7        | 4'12"3 | 8         |
| 5    | Paesi Bassi      | Jan Weeteling           | 1'04"2      | 4'12"6 | 9         |
| 5    | Paesi Bassi      | Hemmie Vriens           | 1'12"3      | 4'12"6 | 9         |
| 5    | Paesi Bassi      | Jan Jiskoot             | 1'00"8      | 4'12"6 | 9         |
| 5    | Paesi Bassi      | Ron Kroon               | 55"3        | 4'12"6 | 9         |
| 6    | Brasile          | Athos de Oliveira Filho | 1'07"4      | 4'21"2 | 13        |
| 6    | Brasile          | Farid Zablith Filho     | 1'13"7      | 4'21"2 | 13        |
| 6    | Brasile          | Mauri Fonseca           | 1'02"7      | 4'21"2 | 13        |
| 6    | Brasile          | Alvaro Pires            | 57"4        | 4'21"2 | 13        |
| 7    | Malaysia         | Michael Eu              | 1'09"3      | 4'29"3 | 14        |
| 7    | Malaysia         | Cheah Tong Kim          | 1'15"7      | 4'29"3 | 14        |
| 7    | Malaysia         | Bernard Chan            | 1'05"0      | 4'29"3 | 14        |
| 7    | Malaysia         | Tan Thuan Heng          | 59"3        | 4'29"3 | 14        |

| Pos. | Nazione     | Atleti               | Tempo Indiv | Tempo  | Posizione |
| ---- | ----------- | -------------------- | ----------- | ------ | --------- |
| 1    | Stati Uniti | Rich McGeagh         | 1'01'1      | 4'05"1 | 1         |
| 1    | Stati Uniti | Virg Luken           | 1'10"9      | 4'05"1 | 1         |
| 1    | Stati Uniti | Walter Richardson    | 58"7        | 4'05"1 | 1         |
| 1    | Stati Uniti | Robert Bennett       | 54"4        | 4'05"1 | 1         |
| 2    | Ungheria    | József Csikány       | 1'02"5      | 4'08"8 | 5         |
| 2    | Ungheria    | Ferenc Lenkei        | 1'11"2      | 4'08"8 | 5         |
| 2    | Ungheria    | József Gulrich       | 59"2        | 4'08"8 | 5         |
| 2    | Ungheria    | Gyula Dobay          | 55"9        | 4'08"8 | 5         |
| 3    | Italia      | Dino Rora            | 1'02"0      | 4'09"3 | 6         |
| 3    | Italia      | Gian Corrado Gross   | 1'11"7      | 4'09"3 | 6         |
| 3    | Italia      | Giampiero Fossati    | 1'00"0      | 4'09"3 | 6         |
| 3    | Italia      | Pietro Boscaini      | 55"6        | 4'09"3 | 6         |
| 4    | Australia   | Peter Reynolds       | 1'03"7      | 4'11"4 | 7         |
| 4    | Australia   | Peter Tonkin         | 1'12"7      | 4'11"4 | 7         |
| 4    | Australia   | Kevin Berry          | 1'00"1      | 4'11"4 | 7         |
| 4    | Australia   | David Dickson        | 54"9        | 4'11"4 | 7         |
| 5    | Canada      | Ralph Hutton         | 1'04"6      | 4'15"5 | 10        |
| 5    | Canada      | Sandy Gilchrist      | 1'14"7      | 4'15"5 | 10        |
| 5    | Canada      | Daniel Sherry        | 59"4        | 4'15"5 | 10        |
| 5    | Canada      | Ron Jacks            | 56"8        | 4'15"5 | 10        |
| 6    | Argentina   | Carlos van der Maath | 1'04"6      | 4'15"8 | 11        |
| 6    | Argentina   | Miguel Ángel Navarro | 1'14"9      | 4'15"8 | 11        |
| 6    | Argentina   | Luis Nicolao         | 58"8        | 4'15"8 | 11        |
| 6    | Argentina   | Alberto Bourdillón   | 57"5        | 4'15"8 | 11        |
| 7    | Spagna      | Jesús Cabrera        | 1'02"6      | 4'17"4 | 12        |
| 7    | Spagna      | Nazario Padrón       | 1'12"2      | 4'17"4 | 12        |
| 7    | Spagna      | Joaquín Pujol        | 1'05"1      | 4'17"4 | 12        |
| 7    | Spagna      | José Miguel Espinosa | 57"5        | 4'17"4 | 12        |

### Finale
| Pos.    | Nazione          | Atleti                | Tempo Indiv | Tempo  |
| ------- | ---------------- | --------------------- | ----------- | ------ |
| Oro     | Stati Uniti      | Thompson Mann         | 59"6        | 3'58"4 |
| Oro     | Stati Uniti      | William Craig         | 1'09"6      | 3'58"4 |
| Oro     | Stati Uniti      | Fred Schmidt          | 56"8        | 3'58"4 |
| Oro     | Stati Uniti      | Steve Clark           | 52"4        | 3'58"4 |
| Argento | Germania         | Ernst-Joachim Küppers | 1'01"4      | 4'01"6 |
| Argento | Germania         | Egon Henninger        | 1'07"7      | 4'01"6 |
| Argento | Germania         | Horst-Günter Gregor   | 59"8        | 4'01"6 |
| Argento | Germania         | Hans-Joachim Klein    | 52"7        | 4'01"6 |
| Bronzo  | Australia        | Peter Reynolds        | 1'03"0      | 4'02"3 |
| Bronzo  | Australia        | Ian O'Brien           | 1'07"8      | 4'02"3 |
| Bronzo  | Australia        | Kevin Berry           | 57"7        | 4'02"3 |
| Bronzo  | Australia        | David Dickson         | 53"8        | 4'02"3 |
| 4       | Unione Sovietica | Viktor Mazanov        | 1'02"6      | 4'04"2 |
| 4       | Unione Sovietica | Georgij Prokopenko    | 1'06"5      | 4'04"2 |
| 4       | Unione Sovietica | Valentin Kuzmin       | 59"3        | 4'04"2 |
| 4       | Unione Sovietica | Vladimir Shuvalov     | 55"8        | 4'04"2 |
| 5       | Giappone         | Shigeo Fukushima      | 1'03"0      | 4'06"6 |
| 5       | Giappone         | Kenji Ishikawa        | 1'09"6      | 4'06"6 |
| 5       | Giappone         | Isao Nakajima         | 58"9        | 4'06"6 |
| 5       | Giappone         | Yukiaki Okabe         | 55"1        | 4'06"6 |
| 7       | Italia           | Dino Rora             | 1'02"6      | 4'10"3 |
| 7       | Italia           | Gian Corrado Gross    | 1'11"7      | 4'10"3 |
| 7       | Italia           | Giampiero Fossati     | 1'00"6      | 4'10"3 |
| 7       | Italia           | Pietro Boscaini       | 55"4        | 4'10"3 |
| 8       | Gran Bretagna    | Geoff Thwaites        | 1'04"4      | 4'11"4 |
| 8       | Gran Bretagna    | Neil Nicholson        | 1'11"1      | 4'11"4 |
| 8       | Gran Bretagna    | Brian Jenkins         | 1'02"5      | 4'11"4 |
| 8       | Gran Bretagna    | Robert McGregor       | 53"4        | 4'11"4 |